# Castelfranco Veneto
Castelfranco Veneto (Casteo in veneto) è un comune italiano di 33 225 abitanti della provincia di Treviso in Veneto. È il terzo comune della provincia per popolazione dopo il capoluogo Treviso e Conegliano.
Situato in posizione centrale fra i capoluoghi veneti di Treviso, Padova e Vicenza, è una città murata con un castello medievale in ottimo stato di conservazione.
Città natale del Giorgione, ne conserva l'antica dimora, Casa Giorgione, e, in una cappella del Duomo, la famosa Pala di Castelfranco.

## Geografia fisica

### Territorio
Il comune di Castelfranco Veneto si estende su una zona completamente pianeggiante, posta all'estremità occidentale della provincia di Treviso, al confine con la provincia di Padova. La posizione è tale da poter raggiungere comodamente quattro capoluoghi di provincia (Treviso, Venezia, Vicenza e Padova), oltre ad altre città importanti quali Bassano del Grappa, Cittadella e Montebelluna.
Grazie alla sua posizione privilegiata, è servito da una rete di trasporti molto varia e completa: nella zona convergono infatti tre importanti linee ferroviarie, che si incrociano nella stazione della città e due importanti arterie stradali, la SS 53 Postumia che collega Vicenza a Treviso, e la SS 245 Castellana tra Mestre e Bassano del Grappa.
Il fiume principale è il Musone-Muson dei Sassi, ma nel territorio del comune scorrono altri corsi d'acqua minori: l'Avenale, il Musoncello, il Musonello e il Muson Vecchio.
Molte sono le frazioni in cui è divisa la città. Castelfranco Veneto rappresenta un polo commerciale e industriale di grande importanza rispetto ai comuni vicini della provincia di Treviso.

## Storia

### Le origini e il toponimo

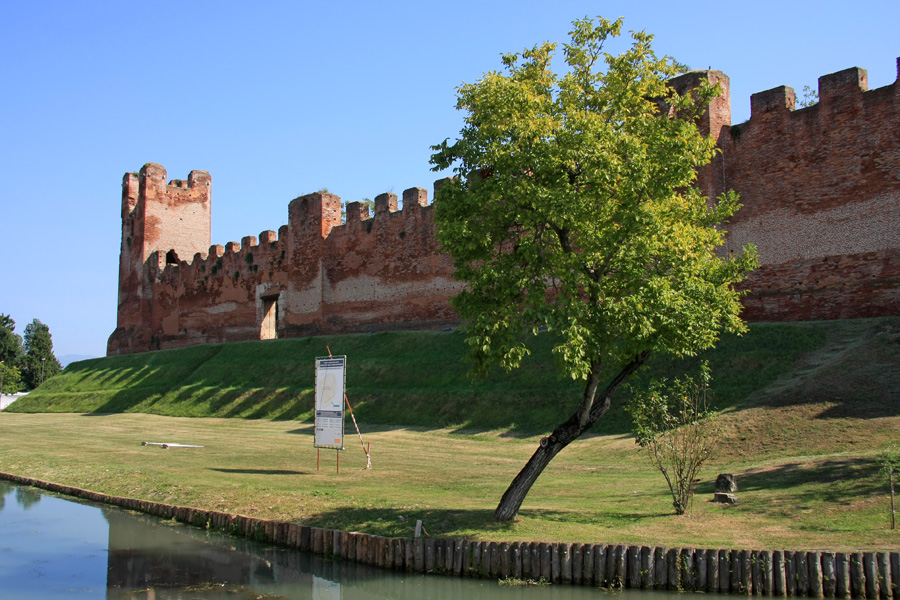
Un tratto delle mura

Castelfranco fu fondato tra il 1195 ed il 1199 quando il Comune di Treviso, da poco formatosi, sentì la necessità di presidiare il confine con le rivali Padova e Vicenza, in un'area dove il fiume Muson rappresentava l'unica effimera demarcazione naturale. Il luogo prescelto era posto in una posizione strategica: un terrapieno preesistente sulla sponda orientale del corso d'acqua, prossimo alla confluenza tra le vie Postumia e Aurelia e in posizione centrale tra i fortilizi signorili di Castello di Godego e Treville e vescovili di Salvatronda, Riese e Resana.
I lavori furono diretti dal conte Schenella di Collalto, che v'impiegò circa cinquecento maestri muratori e mille «guastatori» (manovali). In un decennio la costruzione poteva dirsi completa: attorno alle mura del castello fu scavato un fossato nel quale vennero deviate le acque di due immissari (acque di risorgiva) del Muson: l'Avenale ed il Musonello.
Eretto il castello, il Comune di Treviso vi mandò una colonia di cento famiglie di uomini liberi, alle quali furono concessi poderi e case esenti da imposte e gravami, da cui il toponimo Castelfrancho: castello, per l'appunto, "libero" dalle imposte. Ne derivò la peculiare composizione della popolazione castellana, la cui gran maggioranza non era formata da soldati, ma da liberi cittadini. Gli spazi interni, tuttavia, non furono organizzati secondo un tipico impianto urbano: non esisteva una vera e propria piazza e gli edifici più importanti si distribuivano lungo la strada principale se non addirittura arretrati, come nel caso della chiesa (allora subordinata alla più antica Pieve Nuova, nell'attuale Borgo Pieve), l'ufficio contabile e l'infermeria.
Il castello era governato da due consoli, in carica per sei mesi. Oltre ai normali compiti amministrativi, dovevano gestire la giustizia in nome del podestà di Treviso. Ciascun console (stipendiato 100 lire per l'intero periodo) doveva rispondere del proprio operato al compagno e agire contro di lui se violava la legge.
Non passò molto tempo che Castelfranco dovette sostenere un primo assedio da parte dei Padovani (1215) ed un secondo, cinque anni dopo, sempre ad opera degli stessi nemici, alleati questa volta al vescovo di Feltre e Belluno. Nel 1220 Federico II di Svevia venne incoronato imperatore a Roma: le mire del sovrano sui territori veneti imposero una tregua tra Padova e Treviso, che venne però rotta quando apparve sulla scena Ezzelino III da Romano, il quale, desiderando impadronirsi di Padova, riuscì ad attrarre Treviso in un'alleanza contro Feltre e Belluno, alleati di Padova. Il vescovo delle due città però contrattaccò e, forte dell'alleanza con il marchese d'Este ed il Patriarca di Aquileia, irruppe nella Castellana saccheggiando Treville e incendiando Castel di Godego, feudo dello stesso Ezzelino. La risposta di Ezzelino fu drastica, e con l'aiuto imperiale sottomise tanto Treviso che Padova al suo dominio, divenendone Vicario imperiale.
Per un dissidio tra Ezzelino ed il fratello, Alberico da Romano, il castello passò per trattato a Guglielmo di Camposampiero, che nel 1246 lo ritornò ad Ezzelino. Quest'ultimo lo fortificò ulteriormente con due gironi e una torre sul lato Sud (verso Padova); tornò infine a Treviso il 27 settembre 1259, alla morte del "tiranno".
Nel 1329 Castelfranco passò a Cangrande della Scala, signore di Verona.

### Il dominio veneziano
Il 23 gennaio 1339 il castello passa, con Treviso, a Venezia. Dopo una breve dominazione dei Carraresi (1380-1388, nella persona di Francesco I da Carrara), di cui resta traccia negli affreschi interni alla volta della Torre civica, Castelfranco segue le sorti della Repubblica veneta superando anche la crisi determinata dalla Guerra della Lega di Cambrai, quando nel 1509 il castello fu occupato dalle truppe di Massimiliano d'Asburgo, che ne fece il proprio quartier generale. Conclusasi la guerra nel 1515, dal 1517 Castelfranco ritorna definitivamente sotto il dominio della Serenissima.
Questo è il periodo di massimo splendore per Castelfranco, specie dal punto di vista economico. La Repubblica favorisce la colonizzazione del territorio e lo sfruttamento dei fondi ancora vacanti e, di conseguenza, si rafforza la commercializzazione di prodotti agricoli; il tessuto urbano si consolida con edifici in muratura con funzioni mercantili, caratterizzati da portici e magazzini ai piani terra; il mercato era presso il lato nord del castello, articolandosi in una parte per il bestiame e in un'altra per biade e ortaggi. Nel frattempo, la campagna diventa ambita meta di villeggiatura per le famiglie del patriziato, che qui erigono le loro ville. Questi fenomeni permettono a Castelfranco di tagliare progressivamente i legami con Treviso e di inserirsi autonomamente nel territorio.

Al contempo, in città si sviluppa un vivace clima culturale, divenendo punto di convergenza per vari artisti e architetti. Nel Settecento, con la decadenza della capitale, Castelfranco si proietta verso i centri della terraferma (prima fra tutte Padova) divenute i nuovi poli della cultura. Gli intellettuali provengono da alcune famiglie patrizie ormai radicate in zona, come i Riccati, e promuovono diversi interventi urbanistici, sia all'interno (duomo e teatro Accademico) che all'esterno delle mura (pieve nuova, ospedale di San Giacomo).

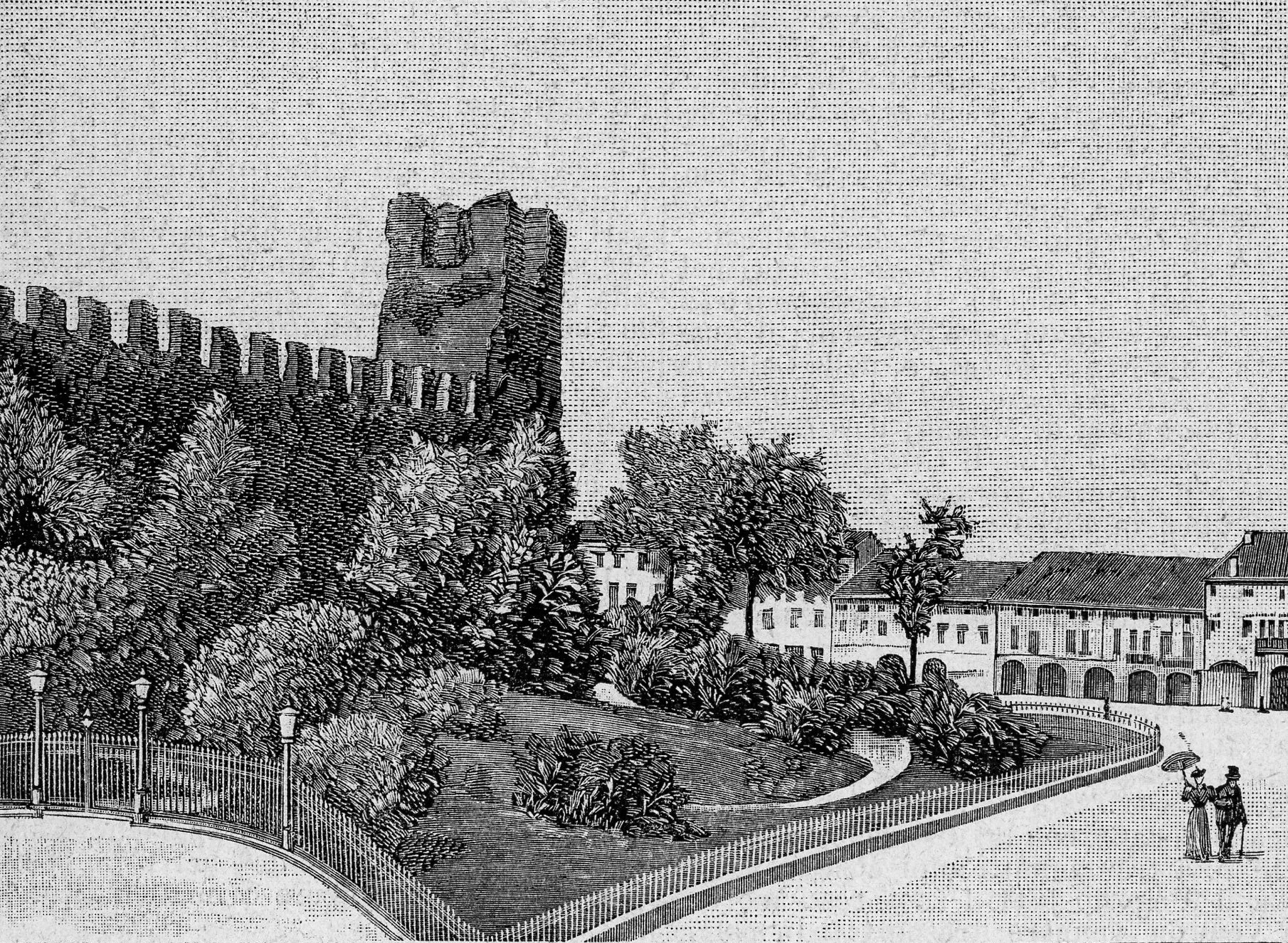
Castelfranco Veneto, giardino pubblico.

### L'Ottocento
Dopo la caduta di Venezia nel 1797, anche Castelfranco passò dai francesi agli austriaci e viceversa, sino a divenire definitivamente austriaca nel 1814. La dominazione austriaca cessò il 15 luglio 1866, con l'annessione del Veneto al Regno d'Italia.

### Il Novecento
Nel novecento Castelfranco diviene un nodo ferroviario di rilevanza strategica del Veneto centrale. Alla stazione ferroviaria cittadina vi arrivavano quotidianamente convogli bellici diretti ai vari fronti italiani. Castelfranco Veneto, nella notte di San Lorenzo del 1917, viene pesantemente bombardata e molteplici furono i danni che la città dovette subire. Negli anni a seguire, tra il 1927 e il 1944, nella cittadina si insedia un'amministrazione locale fascista e, successivamente, vi è la comparsa sul territorio di un podestà e di  commissari prefettizi fascisti. Durante la seconda guerra mondiale (1939-1945) vi sono nuovi bombardamenti e Castelfranco subisce nuovi danni e lutti. Tra il 1944 e il 1945 si attiva nelle zone limitrofe alla città la Brigata partigiana “Cesare Battisti" che grazie alla sua iniziativa partigiana rende la cittadina finalmente libera. Il Comitato di Liberazione Nazionale nomina come amministratore locale Alberto Mario Bossum, che rimarrà in carica sino al 4 marzo 1946. 

### Simboli
Stemma
(Statuto comunale, art. 4, comma 2)
Lo stemma venne approvato come simbolo ufficiale già dal governo austriaco con SR 5 novembre 1860 e riconfermato dal governo italiano con d.m. 30 agosto 1910. La croce è un tipico simbolo guelfo che si può riconoscere nelle armi di molte altre città venete, mentre le due stelle hanno un mero fine ornamentale. La duplice presenza del Leone di San Marco, emblema della Repubblica di Venezia, è piuttosto singolare: nel medioevo la città era una dipendenza di Treviso e come tale passò alla Serenissima solo dopo la conquista del 1388. È possibile, dunque, che questo evento fosse stato colto da Castelfranco come un'occasione per emanciparsi dalla madrepatria tramite l'accettazione dei nuovi dominatori, cui rese omaggio inserendo i due leoni nello stemma.
Gonfalone
(Statuto comunale, art. 4, comma 3)

## Monumenti e luoghi d'interesse

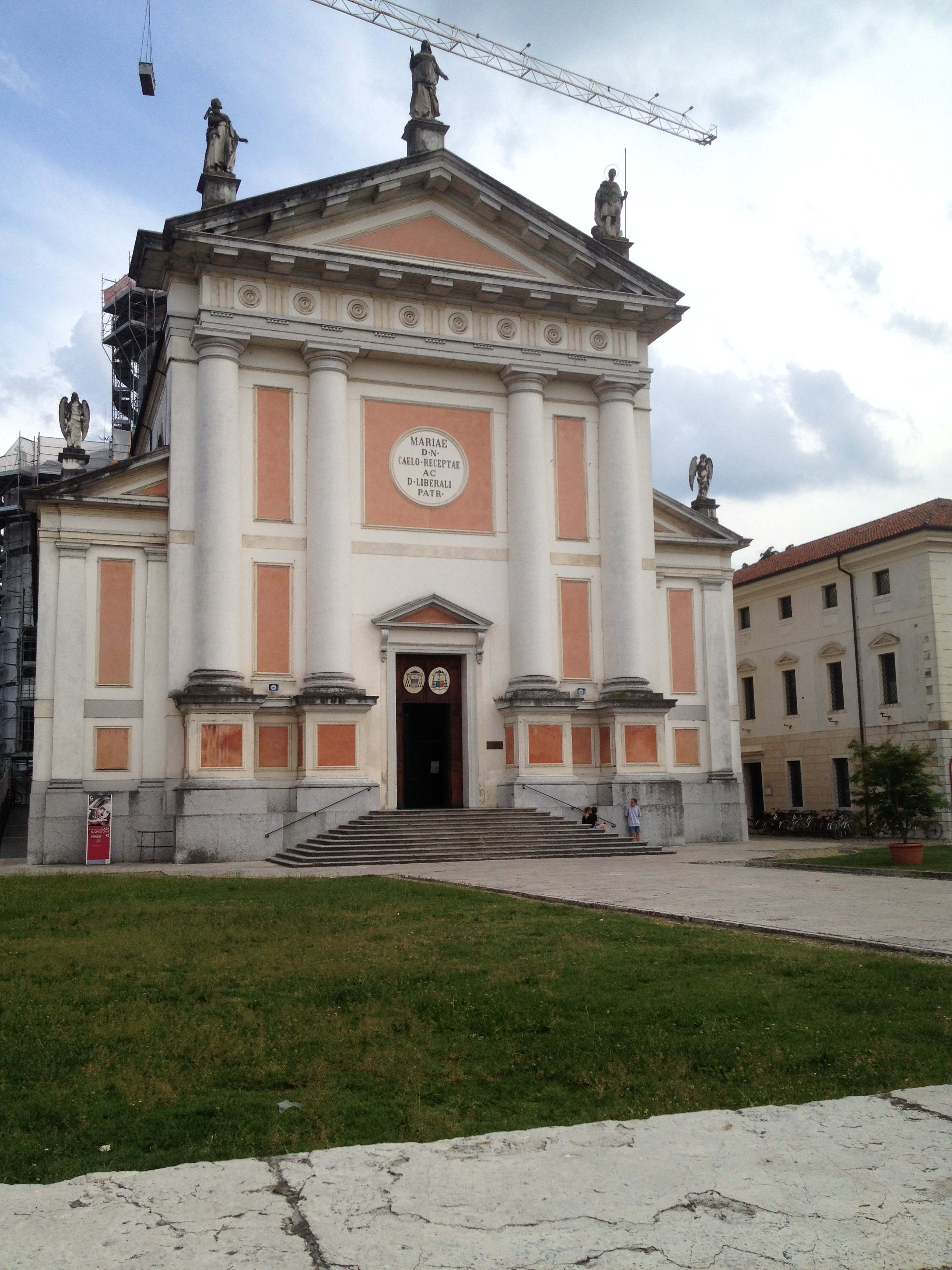
Il Duomo.

### Duomo di Santa Maria Assunta e San Liberale
In stile neoclassico, fu costruito nel 1723 dall'architetto castellano Francesco Maria Preti. L'interno, assai elegante, si presenta suddiviso in tre navate con transetto. Nella cappella a sinistra del presbiterio è conservata la celebre Pala di Castelfranco del Giorgione.

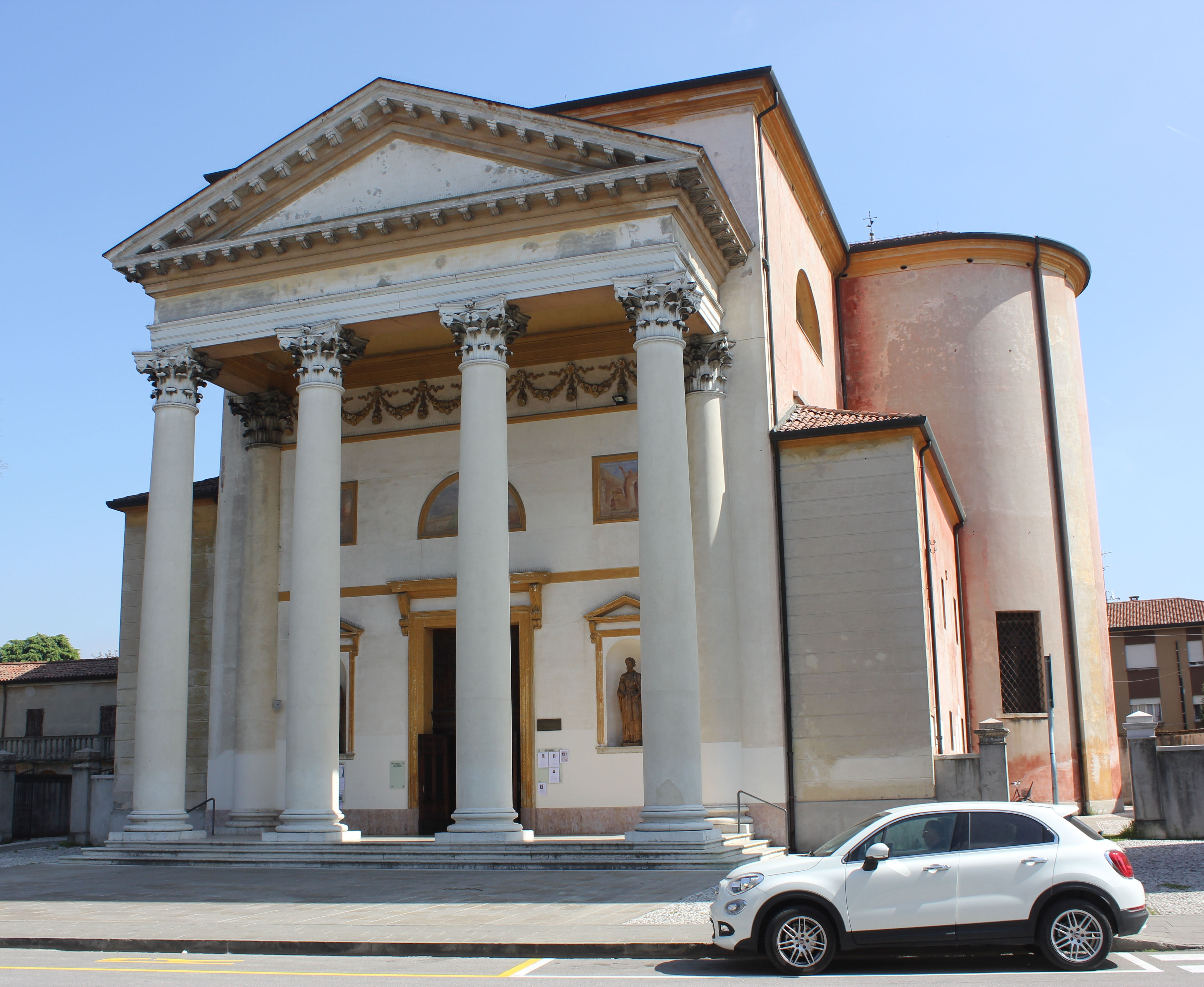
Chiesa di Santa Maria della Pieve.

### Chiesa di Santa Maria della Pieve
Progettata da Giordano Riccati, i lavori per la costruzione iniziarono nel 1777, venne completata per tappe successive, nel 1805 e nel 1821, finché nel 1848 l'architetto A. Lazzari progettò l'atrio, con quattro colonne corinzie a sorreggere il timpano. L'intervento di Riccati mantenne la larghezza della chiesa originaria, della quale vennero conservati i muri perimetrali, ma ampliò di quattro metri la lunghezza. Lo spazio interno, a navata unica, venne modificato con l'apertura di due cappelle laterali, di lunghezza e larghezza pari a quelle della zona presbiteriale, che vennero a costituire una sorta di transetto. Nel 1805 venne completata l'area absidale e fu costruita la sacrestia. Nel 1821, infine, per iniziative dell'arciprete Nicolò da Colloredo, si procedette al rifacimento del tetto, che venne rialzato fino a portare l'altezza della navata a 17 metri. Ci si può legittimamente chiedere il perché di un'operazione tanto dispendiosa, e la risposta è semplice. Nel 1821 Giordano Riccati era ormai morto da 30 anni, e con lui tutti gli altri personaggi che avevano animato Castelfranco con discussioni anche architettoniche. Gli uomini erano scomparsi, ma la teoria della "media armonica", che abbiamo visto essere un po' il filo rosso che ricorre costantemente nei progetti di questa scuola, sopravvisse a loro tanto da essere applicata anche nella chiesa della Pieve, che proprio a questo scopo venne ampliata in altezza. All'interno della chiesa, notevole è soprattutto la statua raffigurante San Sebastiano, attribuita dalla tradizione a Giuseppe Bernardi, detto il Torretto (1694-1774).

### Castello

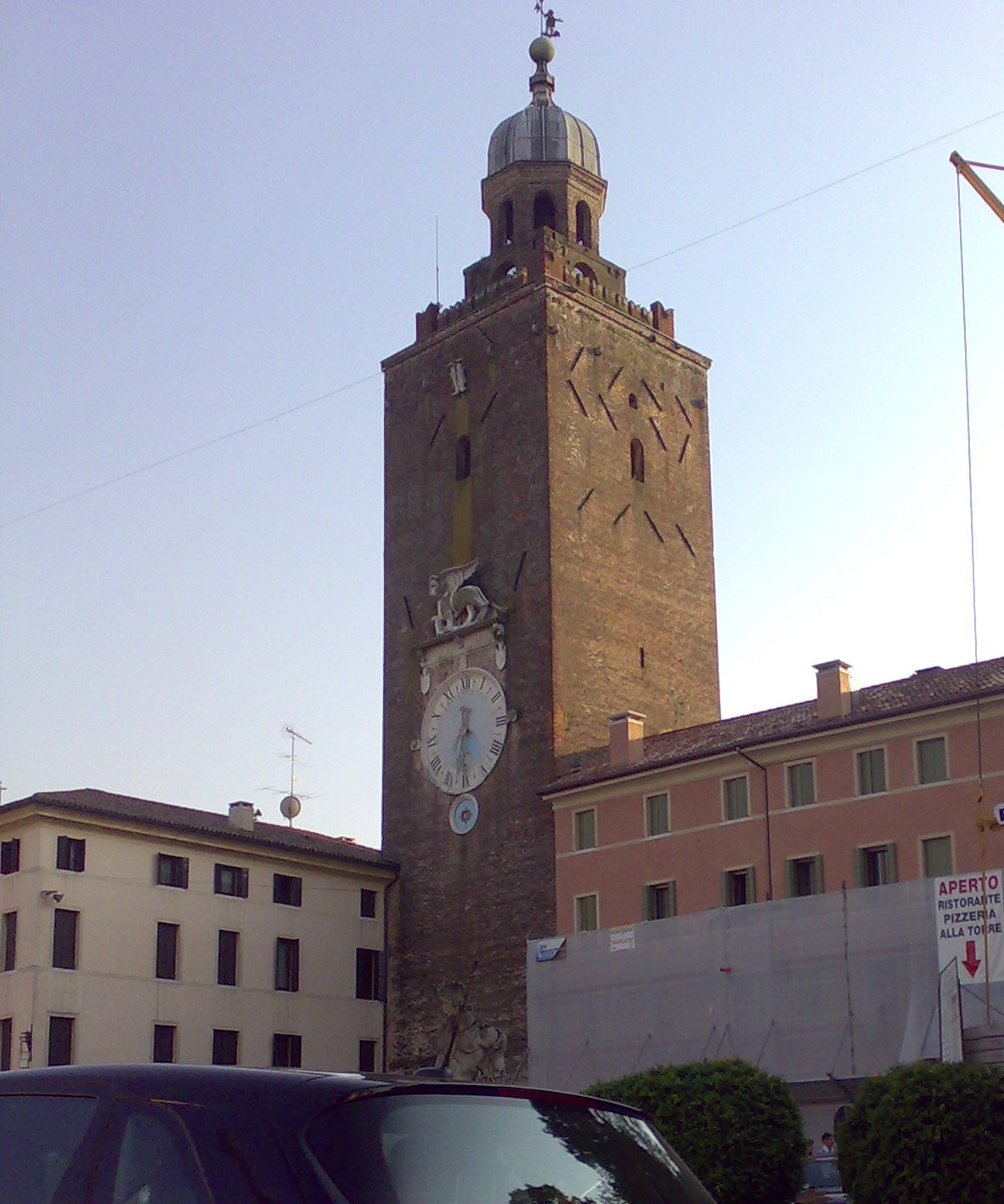
La torre est della cinta muraria.

L'elemento che più caratterizza Castelfranco è il castello, che ne racchiude il centro storico. Difeso da mura molto alte, di mattoni rossi, comprende sei torri, quattro delle quali sui vertici della base quadrata di 232 metri di lato, una sulla mediana sud (verso Padova), trasformata in campanile del duomo, l'altra sulla mediana ad est (verso Treviso). Da un disegno antico conservato presso la biblioteca comunale si notano in totale sette torri. L'ultima, abbattuta, era posta sulla mediana ovest (verso Cittadella).

### L'ospedale di San Giacomo apostolo
A Castelfranco la prima Cappella di un Ospizio-Lazzaretto (anche al tempo come oggi dedicata a San Giacomo) venne costruita prima dell'anno 1000, all'incrocio tra le vie consolari romane Postumia e Aurelia: questa era stata realizzata per i pellegrini che dall'est erano in cammino verso Santiago de Compostela in Spagna e, per quelli che scendevano verso Roma da nord. In seguito alla costruzione delle mura, nel 1217 l'ospedale venne spostato in via Bastia Vecchia, inizialmente era gestito dalla confraternita dei Battuti e dal 1390, anche dall'ordine dei Servi di Maria, i quali si dedicarono principalmente all'ampliamento della struttura, edificando il convento e l'attuale chiesa di San Giacomo Apostolo, entrambi realizzati su disegno di Massari. Il convento, realizzato dai Servi di Maria, oggi è la sede del conservatorio di Castelfranco Veneto.
Nel 1780, constatate le precarie condizioni delle case addossate alla chiesa di San Giacomo, il Consiglio responsabile della Pia Opera ospedaliera decise di ricostruire l'antico ospedale, e affidò la progettazione all'architetto Francesco Maria Preti, il quale progettò una monumentale struttura, fronteggiante l'intera via Riccati (tra via San Giacomo e il ponte sull'Avenale-Musonello). Nel 1769, però, la soppressione del convento dei Cappuccini costrinse l'interruzione dei lavori, limitandoli al palazzetto situato all'angolo di Bastia Vecchia e il trasferimento dell'istituzione ospedaliera nell'edificio conventuale, nella zona dell'attuale casa di riposo. Il palazzetto Preti è l'unica parte edificata del progetto stilato da Francesco Maria Preti.

Nel 1910, il Consiglio di Amministrazione della Congregazione di Carità di Castelfranco, approvò il progetto di riordinamento dell'ospedale, il quale oltre a numerosi lavori di ristrutturazione interna, prevedeva anche la costruzione di due nuovi padiglioni, uno isolato per gli ammalati di tubercolosi ed un altro per le malattie infettive. Infine nel 1931 il Consiglio decise di effettuare un ulteriore ampliamento, attuato solo in parte. Questo fu l'ultimo intervento di modifica apportato al vetusto ospedale, nel dopoguerra l'amministrazione ospedaliera, con i fondi del Comitato di Liberazione, avviò la costruzione di un nuovo stabilimento ospedaliero, progettato dall'architetto Angelo Scattolin. I lavori iniziarono nel 1949 e terminarono nel 1963 con l'inaugurazione dell'ospedale, dotato di una cappella per il servizio religioso, la quale presenta alcuni elementi che si collegano con la storia dell'ospedale. Al centro del pavimento è posto l'antico stemma dei Battuti, la Confraternita che si occupava dell'ospedale in Bastia Vecchia; vi è poi, la statua della Vergine Immacolata proveniente dal vecchio ospedale demolito. Inoltre all'interno di questa chiesetta c'è una rappresentazione di San Giacomo Apostolo per ricordare che sin dalle sue origini la struttura di accoglienza per malati è stata dedicata a questo Santo, che nel quadro è rappresentato con la veste del pellegrino, scelta dell'artista per ricordare il motivo per cui è nato l'ospedale di Castelfranco.

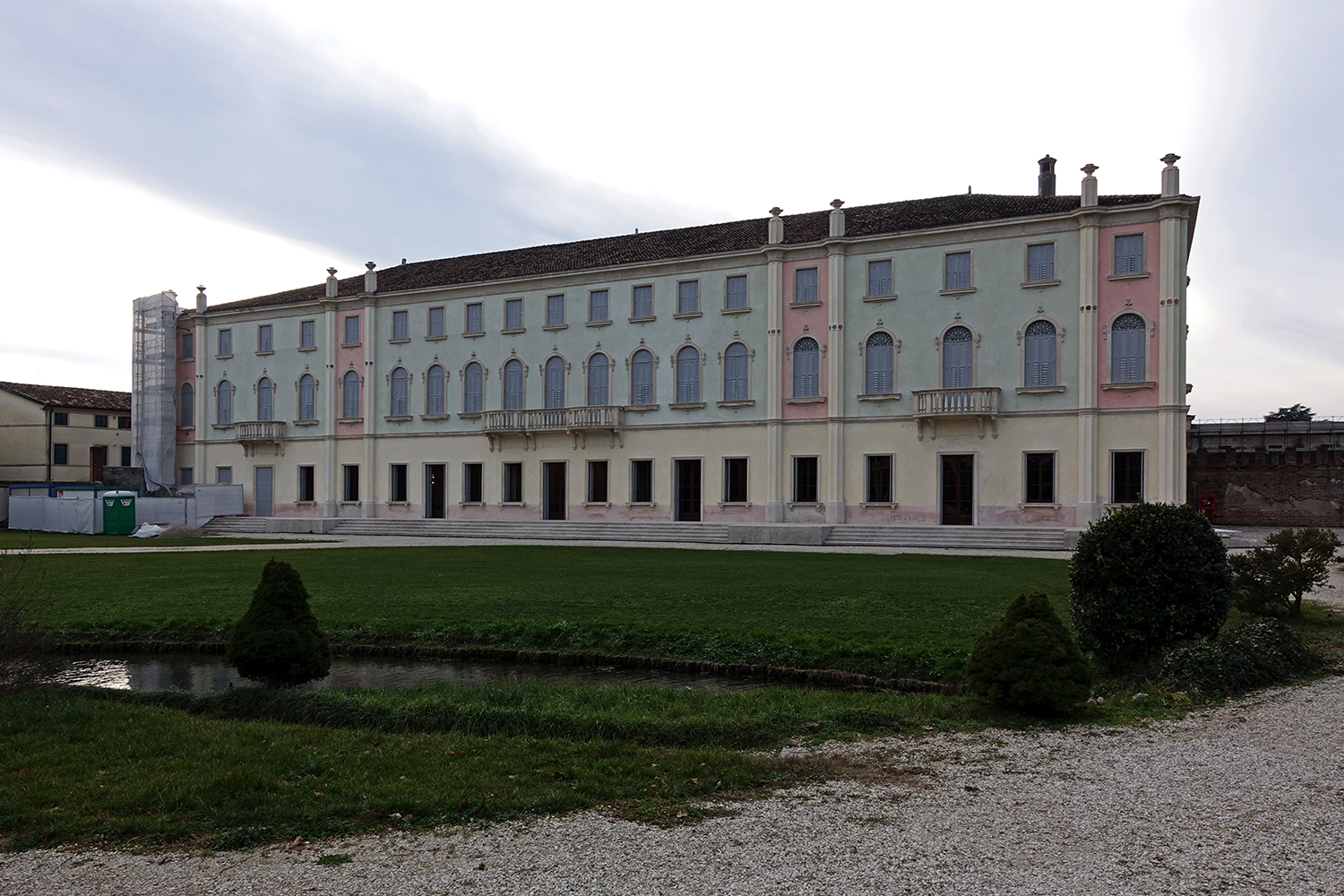
Villa Bolasco.

### Ville venete
Il comune presenta una totalità di 16 ville venete tutelate dall'Istituto Regionale Ville Venete (IRVV).
Tra queste si trova Villa Revedin, Rinaldi, Bolasco Piccinelli, con annesso giardino storico.

## Società

### Evoluzione demografica
Negli ultimi cinquanta anni, a partire dal 1971, la popolazione residente è aumentata del 25%.
Abitanti censiti

### Etnie e minoranze straniere
Al 31 dicembre 2023 gli stranieri residenti nel comune erano 2 763, ovvero il 8,4% della popolazione. Di seguito sono riportati i gruppi più consistenti:
1. Romania 942
2. Cina 376
3. Marocco 247
4. Ucraina 127
5. Kosovo 118
6. Ghana 115
7. Albania 98
8. Moldavia 93
9. Bangladesh 68
10. Senegal 42

## Cultura

### Istruzione
Nel comune sono presenti numerose istituzioni prescolastiche, scolastiche primarie e secondarie di primo grado.
Le scuole secondarie di secondo grado di una certa rilevanza per la città sono:
- Liceo classico - scientifico "Giorgione"
- Liceo Artistico "C. Rosselli"
- Istituto Tecnico Economico e Tecnologico "Arturo Martini"
- Istituto Tecnico Tecnologico "Barsanti"
- I.I.S. "Florence Nightingale", indirizzi: liceo scienze umane, professionale servizi socio-sanitari e l'assistenza sociale;
- Ipsseoa G. Maffioli: la scuola ha avuto una caratterizzazione policentrica, così accanto alla sede di Castelfranco V. sono state fondate delle sedi coordinate. Un nuovo edificio a Montebelluna ospita gli Istituti Einaudi-Scarpa e Maffioli, che è suddiviso in due parti di diversa altezza, rispettivamente di due e tre piani..[14]
- Istituto Agrario (I.S.I.S.S. "D. Sartor") che dagli anni novanta gestisce anche la sede di San Gaetano di Montebelluna.[15]

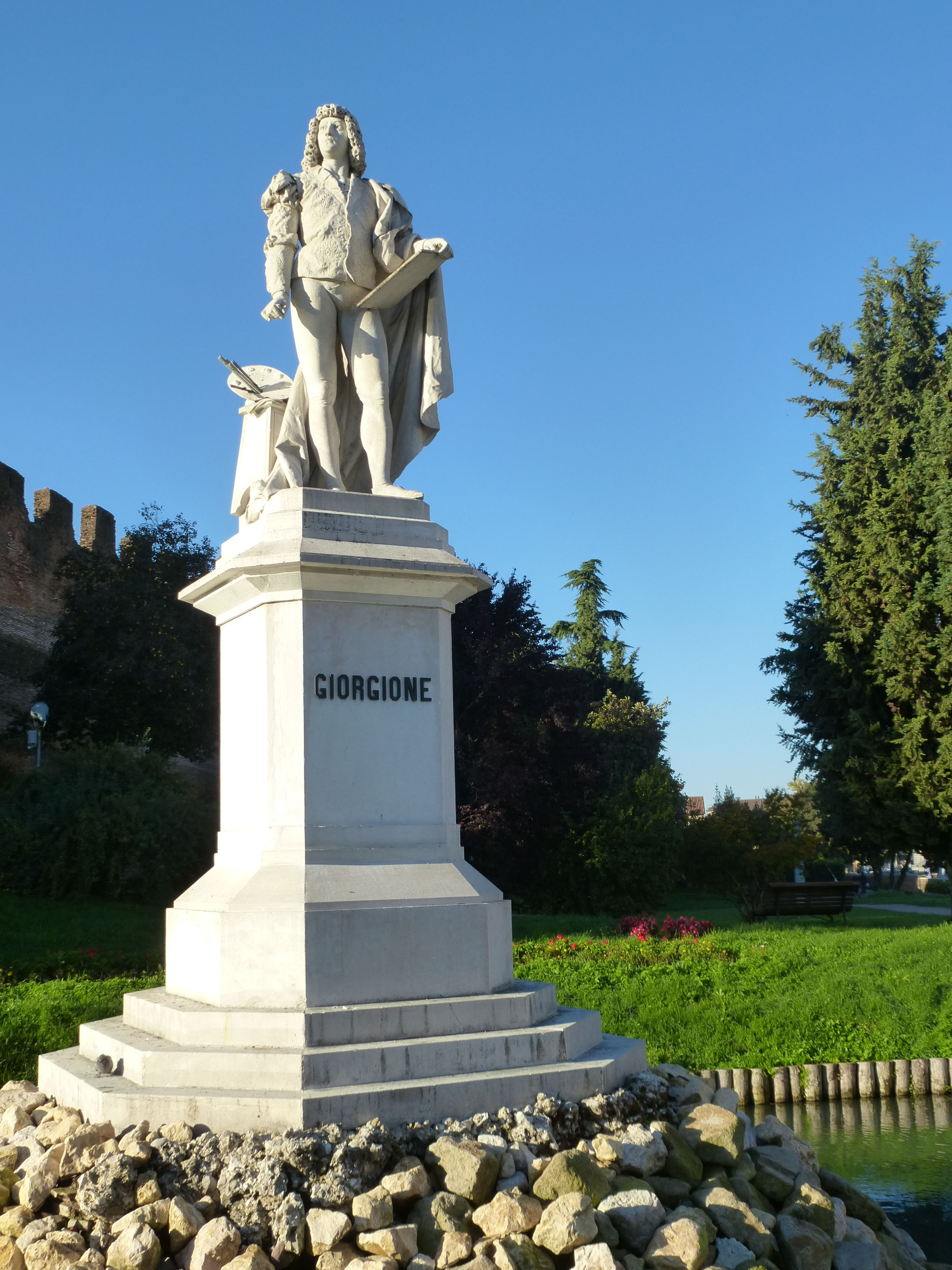
Statua del Giorgione, nell'omonima Piazza.

### Arte
A Castelfranco Veneto è nato e cresciuto il pittore Giorgione (1478-1510), la sua casa è ora il Museo Casa Giorgione, è inoltre possibile ammirare presso il Duomo di Castelfranco Veneto la sua opera Pala di Castelfranco. Rilevante è anche la storia del Museo civico, ora chiuso al pubblico.

### Musica
È sede di un importante Conservatorio di musica dedicato al musicista e compositore Agostino Steffani, auditorium del conservatorio è il teatro accademico, considerato un vero gioiello dell'architettura settecentesca, progettato dall'architetto Francesco Maria Preti.
Arturo Casadei è stato un pianista, compositore e direttore d'orchestra. Vanno ricordate le canzoni T'ho vista a piangere, Tre volte baciami. Sole sole (dal Festival di Sanremo 1964). Voga. voga cocola, Una piccola gondola (in collaborazione con Italo Salizzato), Vecchia Venezia e tante altre.
Il maggior musicista castellano è Mario Brunello che promuove, nel territorio castellano, l'associazione Antiruggine, oltre al pianista Massimiliano Ferrati, da poco trasferito a Verona.
Da ricordare anche la cantautrice Donatella Rettore e il violinista Giusto Pio, collaboratore di numerosi cantautori italiani e autore di musiche sinfoniche sperimentali.
A Castelfranco Veneto ha sede l'ASAC Veneto, ossia l'associazione che riunisce gli oltre 400 cori polifonici e popolari della regione, in città ha inoltre sede il prestigioso Coro Valcanzoi, diretto dal maestro Luis Lanzarini.

### Eventi
- Nel secondo fine settimana del mese di settembre si svolge il palio e la Festa dei borghi, che ricorda la costruzione del castello avvenuta nel 1195. La manifestazione si svolge in costumi d'epoca (XI e XIV secolo). Il palio, disputato dentro le mura del castello, viene assegnato alla squadra che, per prima, fa arrivare il vessillo alla preposta damigella, superando un percorso pieno d'ostacoli.
- Durante i primi quindici giorni di dicembre si tiene la festa e fiera con mostra del Radicchio Variegato di Castelfranco. In quest'occasione trattorie e ristoranti propongono menù a tema ed è premiata la miglior produzione di radicchio.

#### Filmografia
Elenco dei film girati in toto o in parte nel comune castellano:
- Culastrisce nobile veneziano (1975) di Flavio Mogherini
- La pretora (1976) di Lucio Fulci
- Perdiamoci di vista (1994) di Carlo Verdone
- Sognando l'Africa (2000) di Hugh Hudson

## Economia
Castelfranco Veneto ha basato gran parte della sua economia sul settore primario, vantando un mercato del bestiame di primaria importanza, che si teneva nella piazza principale, Piazza Giorgione. Il settore dell'agricoltura ebbe via via meno importanza man mano che il territorio della Regione e, più in generale, quello italiano, diventavano parte del boom industriale del secondo dopoguerra, portando allo nascita di grandi aziende come Fracarro Radioindustrie SRL, oggi multinazionale nel settore telecomunicazioni, sicurezza e domotica, Dotto Trains, leader internazionale nella costruzione di trenini turistici e all'insediamento di diverse filiali di grandi gruppi internazionali come Fram SoGeFi Group, Berco, ThyssenKrup, Fervet, ecc. Accanto allo sviluppo di queste aziende ormai storiche -alcune delle quali toccate dalla crisi mondiale post 2008- si è assistito all'affermazione di nuove società dagli anni Ottanta in poi e, accanto ad esse, al sorgere di attività collegate alla fornitura di servizi quali studi professionali di consulenza e progettazione in materia legale, ingegneristica e di architettura, che hanno reso il Comune un polo attrattivo e centro nevralgico di tutto il territorio della "castellana".

## Amministrazione

### Sindaci dal 1896 al 1946
| Periodo           | Periodo           | Primo cittadino               | Partito | Carica                       | Note   |
| ----------------- | ----------------- | ----------------------------- | ------- | ---------------------------- | ------ |
| 7 dicembre 1896   | 25 agosto 1905    | Azzo Degli Azzoni Avogadro    |         | sindaco                      |        |
| 28 agosto 1905    | 14 ottobre 1905   | Cesare Rossi                  |         | commissario prefettizio      |        |
| 14 ottobre 1905   | 14 giugno 1911    | Albino Bossum                 |         | sindaco                      |        |
| 14 giugno 1911    | 30 luglio 1912    | Giovanni Battista Montini     |         | prosindaco                   |        |
| 30 luglio 1912    | 26 ottobre 1912   | Bernardo Cannella             |         | commissario prefettizio      |        |
| 26 ottobre 1912   | 18 luglio 1914    | Lorenzo Puppati               |         | sindaco                      |        |
| 18 luglio 1914    | 16 luglio 1919    | Ubaldo Serena                 |         | sindaco                      |        |
| 16 luglio 1919    | 21 febbraio 1920  | Raffaele Pastore              |         | commissario prefettizio      |        |
| 22 febbraio 1920  | 27 settembre 1920 | Giovanni Battista Zanframundo |         | commissario prefettizio      |        |
| 27 settembre 1920 | 16 marzo 1923     | Ubaldo Serena                 |         | sindaco                      |        |
| 16 marzo 1923     | 30 settembre 1923 | Costantino Pacchierotti       |         | commissario prefettizio      |        |
| 30 settembre 1923 | 21 aprile 1927    | Guglielmo Gambetta            | PNF     | sindaco                      |        |
| 21 aprile 1927    | 8 aprile 1929     | Guglielmo Gambetta            | PNF     | podestà                      |        |
| 9 aprile 1929     | 7 ottobre 1929    | Michele Fortunato             | -       | commissario prefettizio      |        |
| 8 ottobre 1929    | 11 ottobre 1934   | Rino Bolasco                  | -       | commissario prefettizio      |        |
| 12 ottobre 1934   | 23 maggio 1936    | Guido Carisi                  | PNF     | podestà                      |        |
| 24 maggio 1936    | 17 febbraio 1937  | Gigi Ramognini                | PNF     | podestà                      |        |
| 18 febbraio 1937  | 17 luglio 1937    | Giulio Montemezzo             | -       | commissario prefettizio      |        |
| 18 luglio 1937    | 22 settembre 1937 | Francesco Chiavacci           | -       | vice commissario prefettizio |        |
| 23 settembre 1937 | 8 novembre 1937   | Giulio Montemezzo             | -       | commissario prefettizio      |        |
| 9 novembre 1937   | 16 aprile 1941    | Primo Cazzaro                 | PNF     | podestà                      |        |
| 17 aprile 1941    | 28 dicembre 1943  | Gioacchino Bogligh            | -       | commissario prefettizio      |        |
| 29 dicembre 1943  | 28 aprile 1945    | Giuseppe Ostani               | -       | commissario prefettizio      |        |
| 29 aprile 1945    | 4 marzo 1946      | Alberto Mario Bossum          |         | sindaco                      | [ 18 ] |

### Sindaci dal 1946
| Nominativo                                           | Nominativo                                        | Partito / Coalizione                              | Periodo                                           | Elezione                                          |
| Sindaci eletti dal Consiglio comunale (1946-1993)    | Sindaci eletti dal Consiglio comunale (1946-1993) | Sindaci eletti dal Consiglio comunale (1946-1993) | Sindaci eletti dal Consiglio comunale (1946-1993) | Sindaci eletti dal Consiglio comunale (1946-1993) |
| ---------------------------------------------------- | ------------------------------------------------- | ------------------------------------------------- | ------------------------------------------------- | ------------------------------------------------- |
|                                                      | Gino Sartor                                       | Democrazia Cristiana                              | 1946                                              | 1946                                              |
|                                                      | Domenico Sartor                                   | Democrazia Cristiana                              | 1946-1948                                         | (1946)                                            |
|                                                      | Gino Sartor                                       | Democrazia Cristiana                              | 1948-1951                                         | (1946)                                            |
|                                                      | Domenico Sartor                                   | Democrazia Cristiana                              | 1951-1958                                         | 1951                                              |
| 1956                                                 | Domenico Sartor                                   | Democrazia Cristiana                              | 1951-1958                                         |                                                   |
|                                                      | Luigi Genovese                                    | Democrazia Cristiana                              | 1958-1960                                         | (1956)                                            |
|                                                      | Domenico Sartor                                   | Democrazia Cristiana                              | 1960                                              | (1956)                                            |
|                                                      | Gino Sartor                                       | Democrazia Cristiana                              | 1960-1970                                         | 1960                                              |
| 1964                                                 | Gino Sartor                                       | Democrazia Cristiana                              | 1960-1970                                         |                                                   |
|                                                      | Bruno Brunello                                    | Democrazia Cristiana                              | 1970-1978                                         | 1970                                              |
| 1975                                                 | Bruno Brunello                                    | Democrazia Cristiana                              | 1970-1978                                         |                                                   |
|                                                      | Giuseppe Celotto                                  | Democrazia Cristiana                              | 1978-1979                                         | (1975)                                            |
|                                                      | Odillo Pasqualetto                                | Partito Comunista Italiano                        | 1979                                              | (1975)                                            |
|                                                      | Umberto Durante                                   | Democrazia Cristiana                              | 1979-1982                                         | (1975)                                            |
| 1980                                                 | Umberto Durante                                   | Democrazia Cristiana                              | 1979-1982                                         |                                                   |
|                                                      | Giuseppe Celotto                                  | Democrazia Cristiana                              | 1982-1993                                         | (1980)                                            |
| 1985                                                 | Giuseppe Celotto                                  | Democrazia Cristiana                              | 1982-1993                                         |                                                   |
| 1990                                                 | Giuseppe Celotto                                  | Democrazia Cristiana                              | 1982-1993                                         |                                                   |
|                                                      | Angelo Sabatini (Commiss. prefettizio)            | -                                                 | 1993                                              | -                                                 |
| Sindaci eletti direttamente dai cittadini (dal 1993) |                                                   |                                                   |                                                   |                                                   |
|                                                      | Franco Gariboldi Muschietti                       | Lega Nord - LV                                    | 1993-1996                                         | 1993                                              |
|                                                      | Aldo Adinolfi (Commiss. prefettizio)              | -                                                 | 1996                                              | -                                                 |
|                                                      | Bruno Marchetti                                   | Centro-sinistra                                   | 1996-1999                                         | 1996                                              |
|                                                      | Sergio Porena (Commiss. prefettizio)              | -                                                 | 1999-2000                                         | -                                                 |
|                                                      | Maria Gomierato                                   | L.c. Vivere Castelfranco                          | 2000-2010                                         | 2000                                              |
| 2005                                                 | Maria Gomierato                                   | L.c. Vivere Castelfranco                          | 2000-2010                                         |                                                   |
|                                                      | Luciano Dussin                                    | Lega Nord - LV                                    | 2010-2015                                         | 2010                                              |
|                                                      | Stefano Marcon                                    | Centro-destra (LN / LV)                           | 2015-in carica                                    | 2015                                              |
|                                                      | Stefano Marcon                                    | Centro-destra                                     | 2015-in carica                                    | 2020                                              |

### Gemellaggi
- Guelph[19]

### Altre informazioni amministrative
La denominazione del comune fino al 1867 era Castelfranco.

## Infrastrutture e trasporti

### Strade
Castelfranco Veneto è attraversata dalla strada statale n°53 "Postumia" (Vicenza - Treviso - Portogruaro) ed è punto terminale della strada statale 307 "del Santo" (direzione Padova).

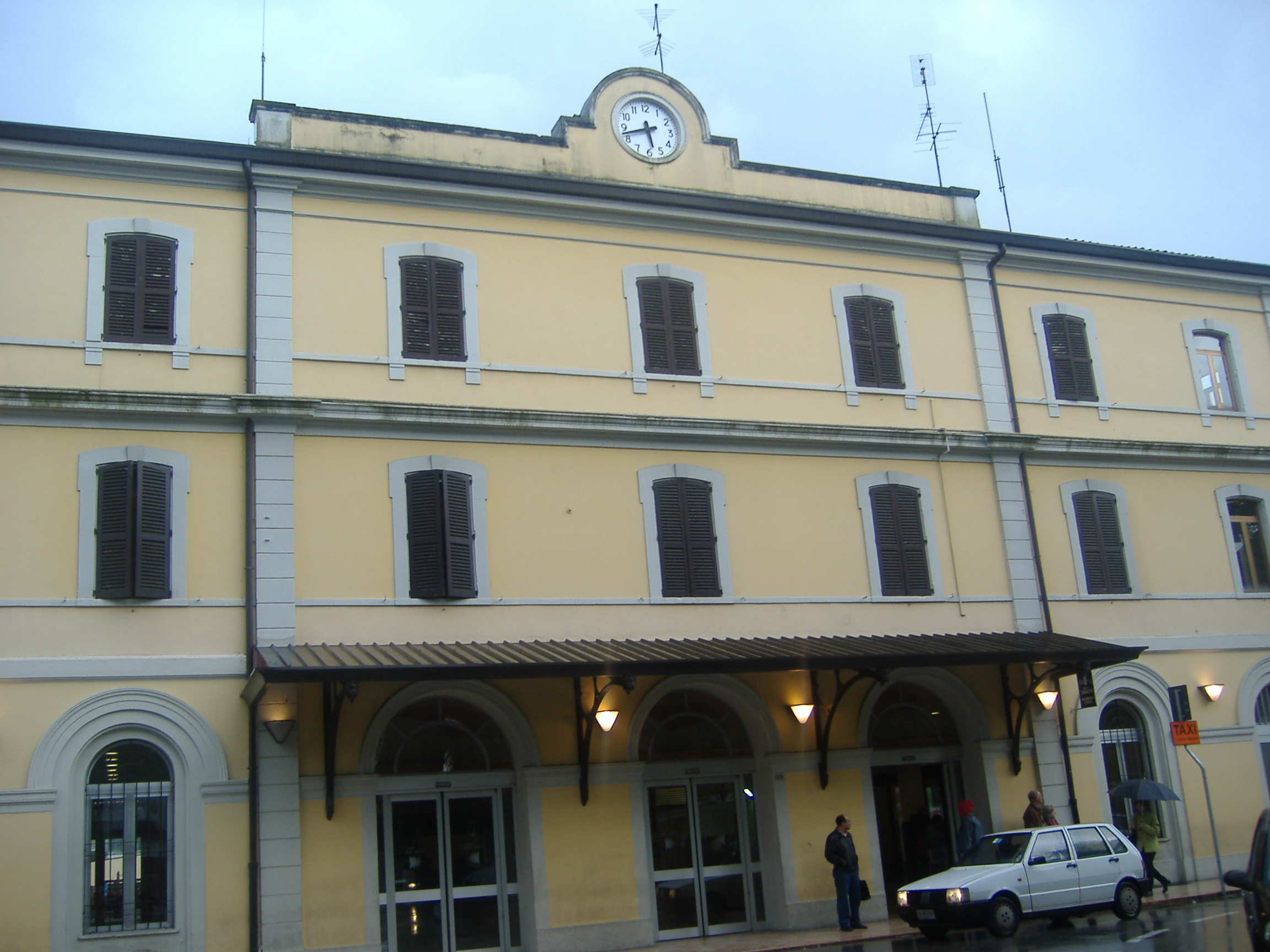
La stazione di Castelfranco Veneto.

### Ferrovie
Castelfranco Veneto è servita da una stazione ferroviaria. Essa si trova all'incrocio delle linee Calalzo-Padova, Trento-Venezia e Vicenza-Treviso e per questo risulta essere uno dei nodi ferroviari più movimentati della Regione.

## Sport

### Calcio
Castelfranco Veneto è sede della squadra calcistica del Giorgione Calcio, fondato nel 1911 e militante in Eccellenza. La squadra ha partecipato alla Serie C2 dal 1992-93 al 1999-2000 e raggiungendo le semifinali play-off nel 1996-97.

### Calcio a 5
- Marca Futsal, nata nel 2005 dall'unione di Castelfranco e Treviso, ha vinto due scudetti (2011 e 2013) prima del suo scioglimento (2014)
- Eurogiorgione C5 - Serie C1 (2017-18)
- Futsal Giorgione - Serie B (2021-22)
- Virtus Castelfranco - Serie C2 (2022-23)

### Ciclismo
Per due volte Castelfranco Veneto è stata sede di arrivo di una tappa del Giro d'Italia, la prima nel 1991, l'ultima nel 1999.
| Anno | Tappa | Partenza       | km  | Vincitore di tappa | Maglia rosa       |
| ---- | ----- | -------------- | --- | ------------------ | ----------------- |
| 1991 | 18ª   | Pozza di Fassa | 165 | Silvio Martinello  | Franco Chioccioli |
| 1999 | 17ª   | Lumezzane      | 215 | Mario Cipollini    | Marco Pantani     |

Castelfranco è la città natale di Dino Liviero, ciclista professionista dal 1958 al 1964, e di Alessandro Ballan, campione del mondo 2008.
A Castelfranco Veneto ha inoltre sede una delle formazioni più importanti del panorama ciclistico dilettantistico, la Zalf-Euromobil-Désirée-Fior, fondata nel 1983 da Giancarlo ed Egidio Fior con l'appoggio dei fratelli Gaspare, Antonio, Giancarlo e Fiorenzo Lucchetta. Il sodalizio può vantare nella propria bacheca sette campionati del mondo, un campionato europeo e una ventina di campionati italiani. Ha lanciato verso il professionismo oltre cento atleti tra cui Gianni Faresin, Maurizio Fondriest, Alessandro Bertolini, Giuliano Figueras, Ivan Basso, Damiano Cunego, Michele Scarponi, Enrico Battaglin, Sonny Colbrelli e Sacha Modolo.

### Rugby
Nel 1981 viene fondata a Castelfranco Veneto la Castellana Rugby, squadra di rugby con sede presso gli impianti sportivi di via Malvolta 57. Attualmente (stagione 2024/25) la squadra seniores milita nella Serie B.

### Football americano
I Castelfranco Cavaliers nascono nel 2008 a Castelfranco Veneto. Prima e unica squadra nella storia ad essere mai nata nella Provincia di Treviso, ora i Cavaliers sono la squadra della marca trevigiana.
Nel 2010, al debutto nel campionato italiano FIF Silver League (Serie B), i cavalieri castellani stupiscono ogni pronostico vincendo il campionato e aggiudicandosi quindi il Silver Bowl.
Dal 2011 i Castelfranco Cavaliers giocano nel campionato CIF9.
Il 2011 ha visto anche la nascita del settore giovanile Cavaliers, che ha portato molti ragazzi giovanissimi a praticare il football americano a Castelfranco Veneto
Nel 2012 i Castelfranco Cavaliers, dopo aver vinto la Division del CIF9, affrontano i play-off arrivando fino alla semifinale di Conference.
Dal 2013 i Castelfranco Cavaliers militano nel campionato italiano di Serie A2 (d'ora in poi chiamata Seconda Divisione), il settore giovanile è in forte crescita e milita con la squadra Under 19 e Under 16 nel campionato nazionale Italiano.

### Baseball
Ha una certa rilevanza il baseball, rappresentato dai Baseball Dragons Castelfranco Veneto, squadra fondata nel 1966 (l'attuale denominazione risale agli anni '90). Dal 2003 la prima squadra milita nella Serie B federale della FIBS; oggigiorno i risultati ottenuti sono sicuramente grazie ai fratelli D'Angelo, anche le giovanili hanno ottenuto buoni risultati a livello regionale e nazionale. La società ha sede presso gli impianti sportivi di via Malvolta 57 ed usufruisce di un campo regolamentare in cui gioca la prima squadra e uno più piccolo dove giocano le categorie giovanili

### Pallacanestro
La società locale di pallacanestro, fondata nel 1952, è l'AP Castelfranco, militante in Serie D.

### Nuoto
L’Associazione Sportiva Dilettantistica Antares Nuoto è nata nel 1977 ed è una delle realtà più prestigiose della città di Castelfranco Veneto. Vanta circa 100 agonisti divisi nei gruppi Propaganda, Esordienti, Categoria, Master e Gruppo Amatori.
Numerosi sono i risultati di prestigio conseguiti sia in ambito regionale che a livello nazionale: ad oggi la società vanta atleti di spicco a livello nazionale giovanile, fra cui campioni italiani.
Nella stagione agonistica 2019-2020, l'Asd Antares Nuoto ha ottenuto a livello assoluto italiano la ventunesima posizione con la classifica maschile e la ventottesima posizione nella classifica femminile.